# Zeewolde
Zeewolde – gmina oraz miejscowość w Holandii, w prowincji Flevoland. Powierzchnia gminy wynosi 268,86 km² z czego 20,32 km² to woda. Liczba ludności 21 361 (stan na 2013 rok). Siedzibą gminy jest Zeewolde.

## Historia
Gmina powstała w 1984 roku, jest najmłodszą gminą w całej Holandii. Pierwsi mieszkańcy zaczęli napływać na tereny gminy w roku 1979, wcześniej trwał proces osuszania wydartego morzu terytorium, oraz tworzenia podstawowej infrastruktury. Dziś gmina ma charakter rolniczy, a w położonych na jej terytorium lasach, powstały ośrodki wypoczynkowe. 

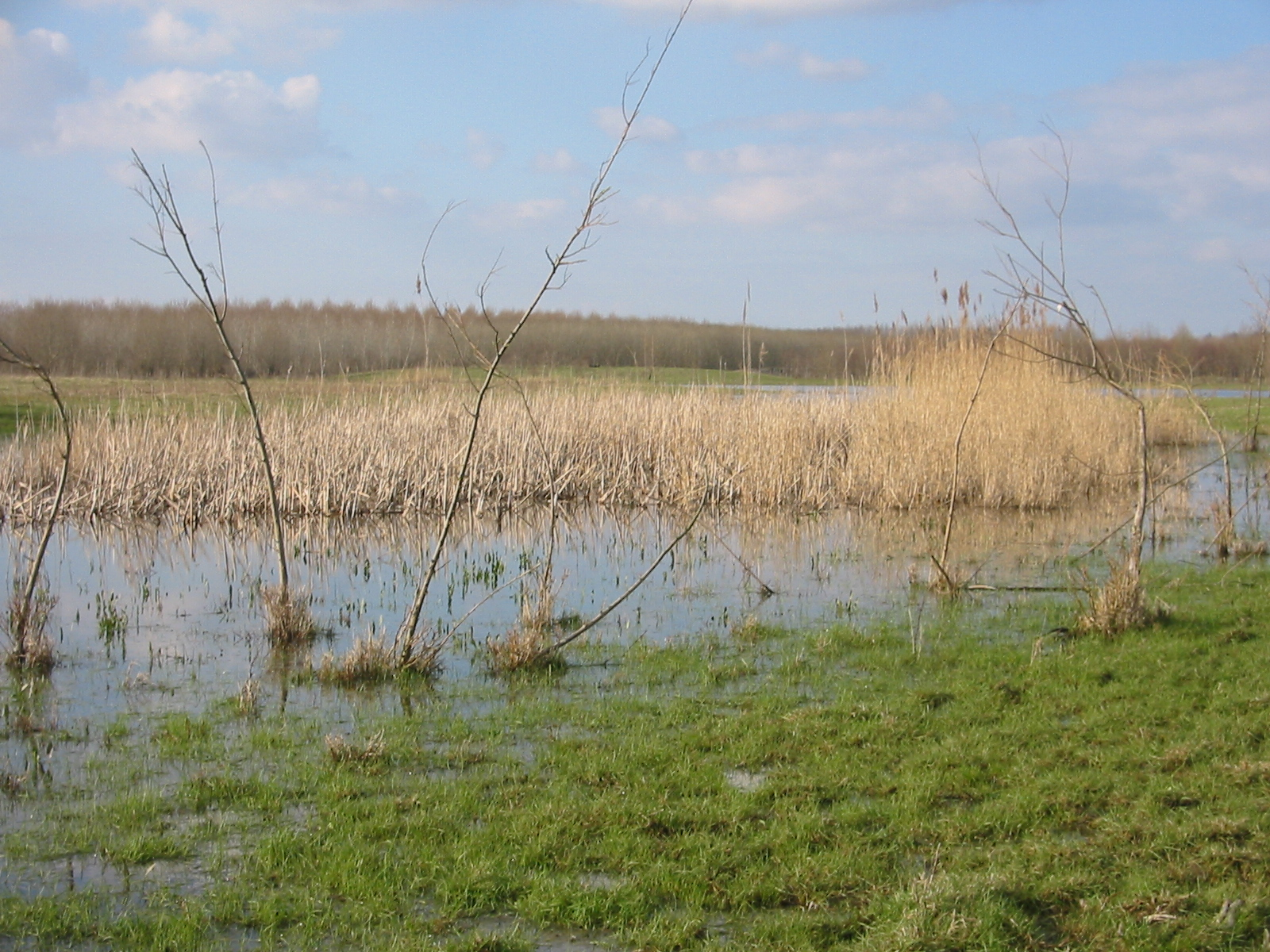
Podmokłe tereny gminy